# Valeriana vaginata
Valeriana vaginata är en kaprifolväxtart som beskrevs av Carl Sigismund Kunth. Valeriana vaginata ingår i släktet vänderötter, och familjen kaprifolväxter. Inga underarter finns listade i Catalogue of Life.